# Thomas Hardy

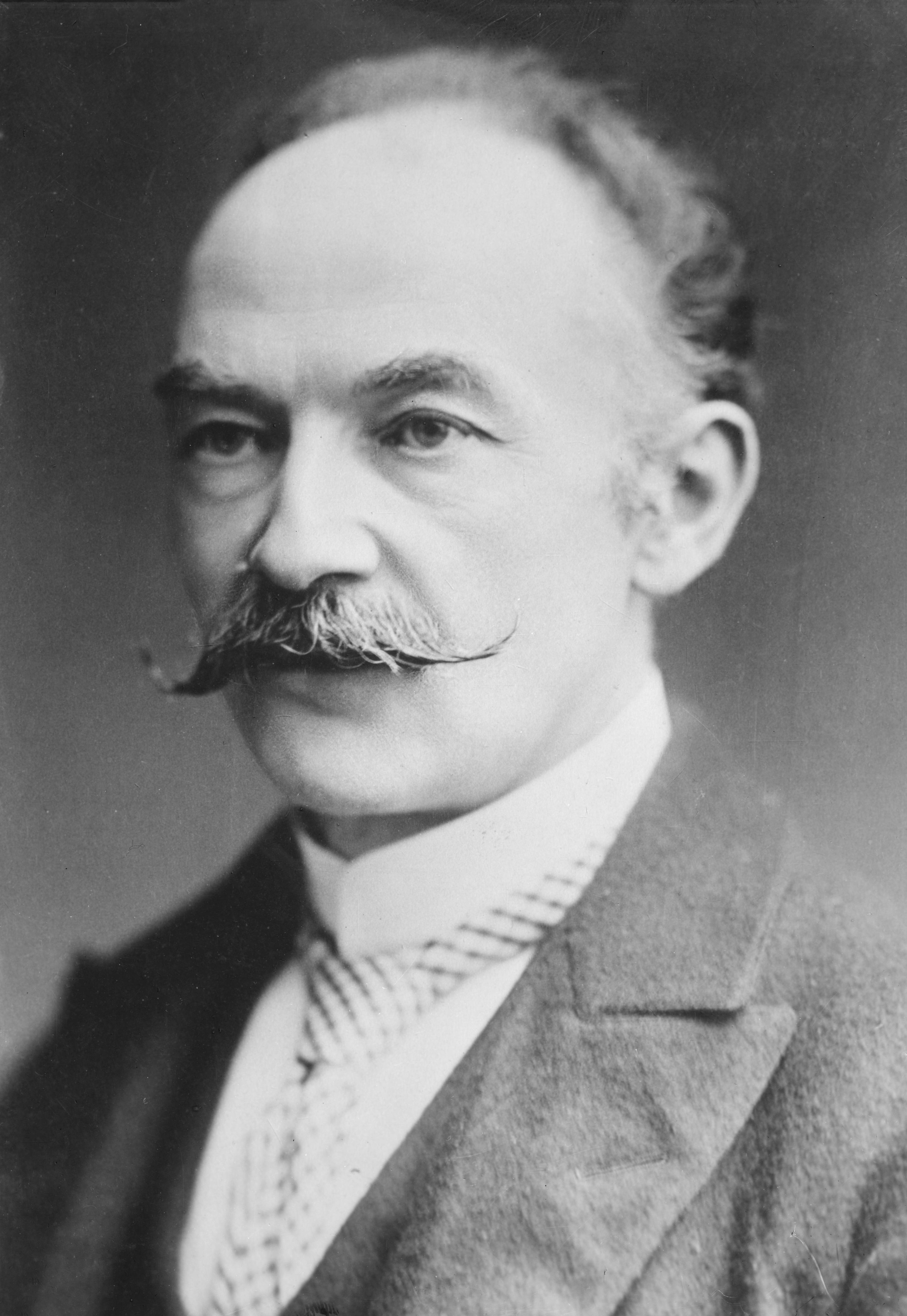
Thomas Hardy (um ca. 1910–15)

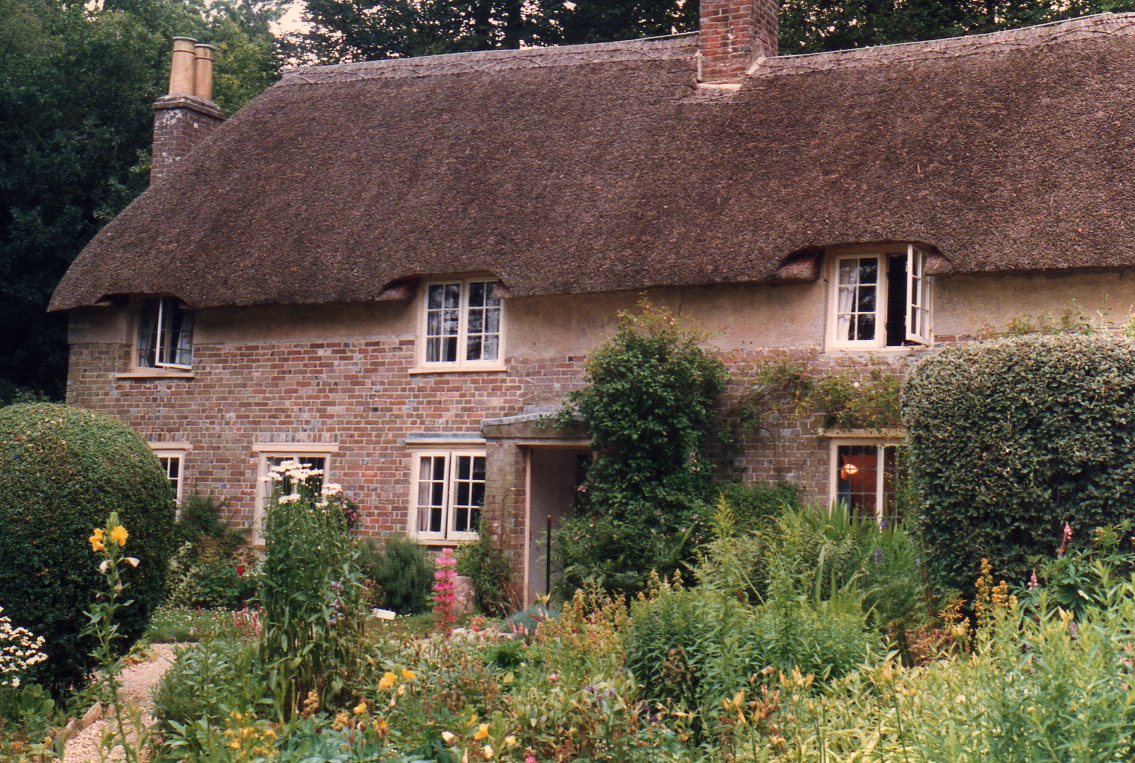
Hardys Geburtshaus

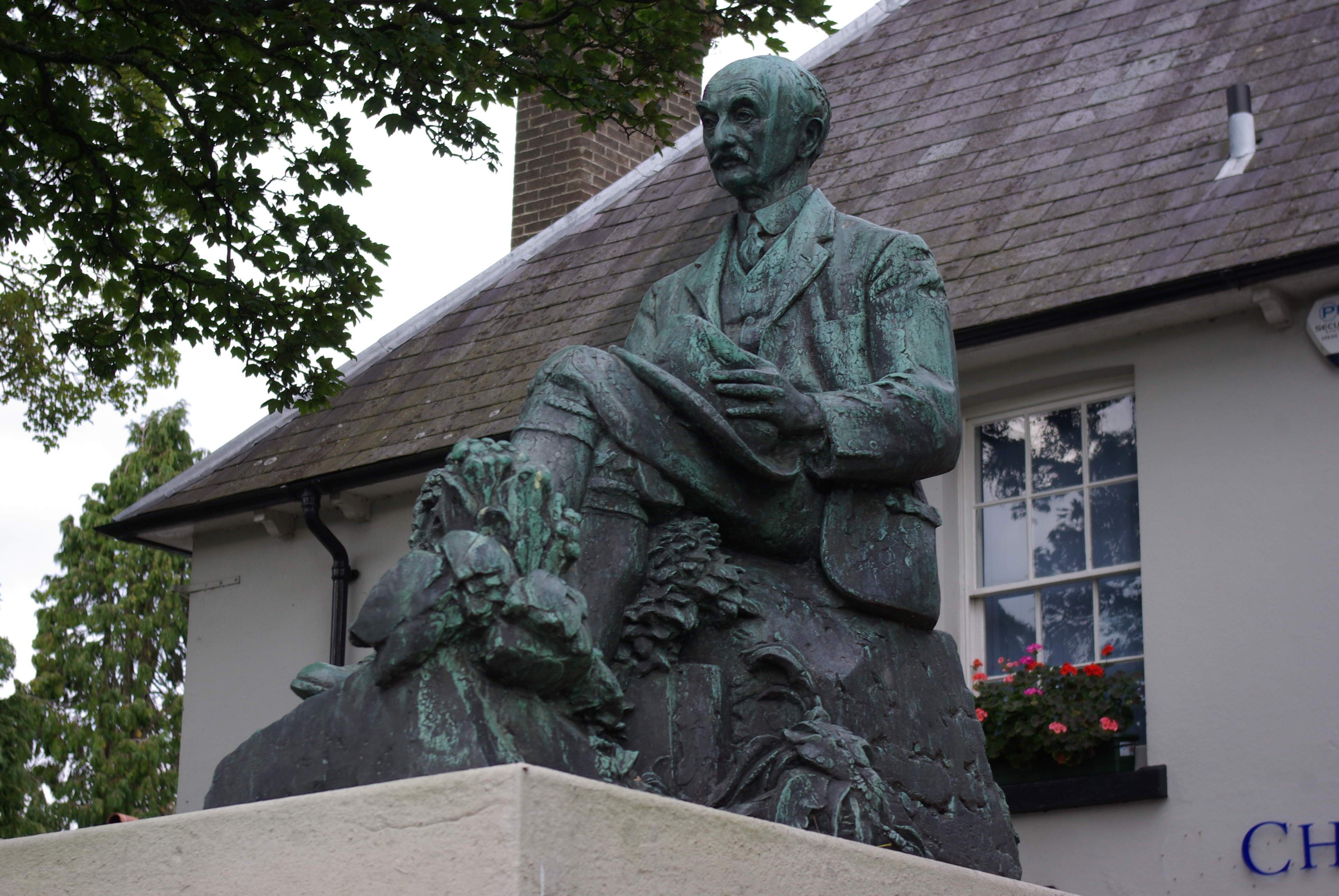
Denkmal von Thomas Hardy in Dorchester

Thomas Hardy (* 2. Juni 1840 in Higher Bockhampton bei Dorchester, Dorset; † 11. Januar 1928 in Dorchester, Dorset) war ein britischer Schriftsteller, der als einer der bedeutendsten Autoren des viktorianischen Englands gelten kann. Als Romancier erlangte er Bekanntheit mit Werken wie Tess von den d’Urbervilles, Am grünen Rand der Welt, Jude the Obscure und Der Bürgermeister von Casterbridge, die neben poetischen Landschaftsbeschreibungen auch die Probleme und Nöte der Landbevölkerung in seiner Heimat, dem Südwesten Englands, schildern. Nach der Jahrhundertwende trat Hardy hauptsächlich als Lyriker in Erscheinung und beeinflusste zahlreiche spätere Dichter.

## Leben und Werk
Der Sohn eines Baumeisters ging nach der Architektenlehre nach London. 1867 kehrte er nach Dorset zurück und begann, neben seiner Arbeit als Kirchenrestaurator, zu schreiben. Sein erster Roman trug den Titel The Poor Man and the Lady und wurde nie veröffentlicht; erhalten ist daraus nur das Fragment An Indescretion in the Life of an Heiress, der Rest des Manuskripts soll zerstört worden sein. Hardy selbst bezeichnete den verlorenen ersten Roman später als seinen liebsten.
1871 erschien Desperate Remedies, ein „sensation novel“ noch ganz in der Manier von Wilkie Collins’ Roman Die Frau in Weiß. Desperate Remedies war der erste von Hardys berühmten „Wessex“-Romanen, die in der fiktiven Region Wessex angesiedelt sind, welche nach seiner heimatlichen Umgebung modelliert ist. Der Name „Wessex“ leitet sich von dem gleichnamigen mittelalterlichen Königreich ab. Von 1878 bis 1881 lebte er wieder in London, ab 1883 wieder in Dorchester.
Hardy hinterließ ein umfangreiches Werk, darunter 14 Romane, viele Kurzgeschichten mit sehr unterschiedlichem Umfang und fast 1000 Gedichte. Der Romanschriftsteller Hardy interessierte sich stärker für den Menschen als solchen als für individuelle Charaktere; dennoch steht im Zentrum seiner Werke oft der Kampf von Einzelnen gegen unheilvolle Kräfte, die teils schicksalhaft, teils menschengemacht sind. Besonders radikal sind in dieser Hinsicht seine beiden späten Romane Tess of the d’Urbervilles und Jude the Obscure, die die Religiosität und Sexualmoral der Zeit offen infrage stellten und bei Verlegern und vielen Lesern auf Ablehnung stießen. Hardy behandelte seine Figuren dabei teilweise als Vehikel, um seine eigene Sicht des Lebens darzustellen.
Die Veröffentlichung von Jude the Obscure verursachte erneut einen Skandal, weswegen sich Hardy entschied, fortan keine neuen Romane mehr zu publizieren. Er schloss nur noch die Überarbeitung seines 1892 erschienenen, stark autobiografisch grundierten Fortsetzungsromans The Pursuit of the Well-Beloved ab, die 1897 unter dem Titel The Well-Beloved herauskam. The Well-Beloved erzählt, entfernt mit dem Pygmalion-Mythos verwandt, die Geschichte eines Bildhauers, der sich als Zwanzigjähriger in eine junge Mutter, mit vierzig in deren Tochter und als Sechzigjähriger wiederum in deren Tochter verliebt. Es gibt Kritiker wie den Schriftsteller John Fowles, die das Buch trotz kleinerer Schwächen für sein bestes, zudem autobiografisch aufschlussreichstes halten.[6] Nach 1897 schrieb Hardy nur noch Gedichte. 1916 wurde er in die American Academy of Arts and Sciences gewählt.
Hardy war zweimal verheiratet. Seine erste Frau Emma Lavinia Gifford, die er am 17. Februar 1874 geheiratet hatte, verstarb am 27. November 1912. Auf ihren Tod folgend verfasste er die Poems of 1912–13, die als Ausdruck seiner Trauer und seines Bedauerns gelten. Nach anderthalb Jahren der Witwerschaft heiratete er am 10. Februar 1914 seine 39 Jahre jüngere Sekretärin Florence Emily Dugdale. Mit seiner zweiten Frau blieb er bis zu seinem Tod zusammen. Sein Herz wurde auf dem Kirchhof von Stinsford, Dorset, beigesetzt; der übrige Körper eingeäschert und in der Westminster Abbey beigesetzt.
1928 und 1930 veröffentlichte Hardys Witwe Florence die Biographie The Life of Thomas Hardy. Darin wird Hardys Leben und Denken detailreich und in schmeichelhaftem Licht in der dritten Person erzählt. Wie sich später herausstellte, war Hardy allerdings selbst der heimliche Urheber dieser Biografie. Seine Frau tippte lediglich die Manuskripte ab, die er anschließend verbrannte. Am Anfang der verkappten Autobiografie wird dabei explizit gesagt, Hardy selbst habe es trotz vieler Nachfragen nicht für nötig gehalten, sein eigenes Leben niederzuschreiben, da er dafür nicht genügend Bewunderung für sich selbst habe. Sein letzter Roman, The Well-Beloved, könnte umso mehr in fiktionalisierter Form verborgene Hinweise auf sein Leben, seinen eigenen Kunstbegriff und seine Beziehung zu Frauen enthalten.
Hardys Geburtshaus „Hardy’s Cottage“ in Higher Bockhampton, in dem er bis zum 35. Lebensjahr wohnte, und das spätere Wohnhaus „Max Gate“ in Dorchester sind im Besitz des National Trust.
Das Spektrum der Werke Hardys reicht von der realistischen und detailreichen Schilderung des Landlebens bis hin zur Darstellung des Unerwarteten, Außergewöhnlichen, Verdächtigen, vom Tragischen bis zum Humorvollen. Dabei versucht er, Sentimentalitäten zu vermeiden. Oft bedient er sich des Tons der mündlichen Erzählung, beispielsweise in A Tradition of Eighteen Hundred and Four (in Wessex Tales). In The Convergence of the Twain (1912) verarbeitete den Zusammenstoß der Titanic mit einem Eisberg, einem Unglück, durch das zwei seiner Freunde umgekommen sind.

## Werke
Erzählungen
- Wessex Tales. London 1889.
  - Deutsch: Meistererzählungen. Manesse Verlag, Zürich 1998, ISBN 3-7175-1758-9 (EA unter dem Titel Die drei Fremden, übersetzt von Rainer Zerbst)
- A Group of Noble Dames. London 1891 (10 Erzählungen)
  - Deutsch: Ein Kranz edler Frauen. Schünemann, Bremen 1935.
- Life’s Little Ironies. A set of tales with some colloquial scetches entitled „A few crusted characters“. London 1894.
  - Bosheiten des Schicksals. DVA, Stuttgart 1904 (übersetzt von Leopold Rosenzweig)
- A Changed Man and Other Tales. Sutton, Gloucester 1987, ISBN 0-86299-149-8 (7 Erzählungen, EA London 1913)

Gedichte
- Wessex Poems. Woodstock Books, Oxford 1994, ISBN 1-85477-145-0 (EA London 1898)

Romane
- The Poor Man and the Lady. London 1867 (nur fragmentarisch überliefert)
- Desperate Remedies. Penguin Books, London 1998, ISBN 0-14-043523-9 (EA London 1871, anonym veröffentlicht)
- Under the Greenwood Tree. Collins, London 1970 (EA London 1872, anonym veröffentlicht)
  - Deutsch: Die Liebe der Fancy Day. Laatzen, Hamburg 1949 (übersetzt von Reni Rüter)
- A Pair of Blue Eyes. Penguin Books, London 1998, ISBN 0-14-043529-8 (EA London 1873)
  - Deutsch: Ein Paar blaue Augen. Ars-Vivendi-Verlag, Cadolzburg 1994, ISBN 3-927482-89-7 (übersetzt von Andreas Lorenczuk)
- Far from the Madding Crowd. University Press, Oxford 2002, ISBN 0-19-280149-X (EA London 1874)
  - Deutsch: Fern vom Treiben der Menge. Aufbau Verlag, Berlin 1999, ISBN 3-7466-6066-1 (übersetzt von Helga Schulz)
  - Deutsch: Am grünen Rand der Welt. Dtv, München 2015, ISBN 978-3-423-08645-5 (übersetzt von Roswitha Krege-Mayer)
- The Hand of Ethelberta. Tauchnitz, Leipzig 1876 (2 Bände, englisch)
- The Return of the Native. University Press, Oxford 2008, ISBN 978-0-19-953704-4 (EA Oxford 1878)
  - Deutsch: Die Heimkehr. Bertelsmann, Gütersloh 1949 (übersetzt von Jan de Vries, gekürzt)
  - Deutsch: Die Rückkehr. Manesse, Zürich 1955 (übersetzt von Elisabeth Schnack)
  - Deutsch: Clyms Heimkehr. Reclam, Stuttgart 2013, ISBN 978-3-15-019174-3 (übersetzt von Dietlinde Giloi)
  - Deutsch: Auf verschlungenen Pfaden. Dtv, München 2015, ISBN 978-3-423-14402-5 (übersetzt von Helga Schulz)
- The Trumpet-Major. Tauchnitz, Leipzig 1890 (2 Bände, englisch)
  - Deutsch: John Loveday, der Stabstrompeter. Maness, Zürich 1995, ISBN 3-7175-1878-X (übersetzt von Irma Wehrli)
- A Laodicean or The castle of the De Stancys. A story of Today. Tauchnitz, Leipzig 1882 (2 Bände, englisch)
- Two on a Tower. Tauchnitz, Leipzig 1883 (2 Bände, englisch)
- The Mayor of Casterbridge. A story of a man of character. Penguin, London 1994, ISBN 0-14-062029-X (EA London 1886)
  - Deutsch: Der Bürgermeister von Casterbridge. Leben und Tod eines Mannes von Charakter. Reclam, Stuttgart 1985, ISBN 3-15-028071-0 (übersetzt von Eva-Maria König)
- The Woodlanders. Penguin Books, London 1998, ISBN 0-14-043547-6 (EA London 1887)
  - Deutsch: Die Woodlanders. Manesse, Zürich 1992, ISBN 3-7175-1816-X (übersetzt von Andrea Ott)
- Tess of the d’Urbervilles. A pure woman. The Folio Society, London 2018 (EA London 1891)
  - Deutsch: Tess von den d’Urbervilles. Bengelmann Verlag, München 2017, ISBN 978-3-930177-36-3 (übersetzt von Barbara Scholz)
  - Deutsch: Tess von d’Urbervilles. Eine reine Frau. Piper, München 2012, ISBN 978-3-492-30350-7 (übersetzt von Paul Baudisch)
  - Deutsch: Tess von den d’Urbervilles. Eine reine Frau. Dtv, München 2020, ISBN 978-3-423-14403-2 (übersetzt von Helga Schulz)
- Jude the Obscure. Tauchnitz, Leipzig 1895 (2 Bände, englisch)
  - Deutsch: Juda, der Unberühmte. DVA, Stuttgart 1897 (übersetzt von A. Berger, gekürzt)
  - Deutsch: Herzen in Aufruhr. Aufbau-Verlag, Berlin 1956 (übersetzt von Eva Schumann)
  - Deutsch: Im Dunkeln. Greno, Nördlingen 1988, ISBN 3-89190-440-1 (übersetzt von Eva Schumann)
  - Deutsch: Jude Fawley, der Unbekannte. Hanser, München 2018, ISBN 978-3-446-25828-0 (übersetzt von Alexander Pechmann)
- The Well-Beloved. A sketch of a temperament. OUP, London 1995, ISBN 0-19-283560-2 (EA London ab 1897 als Feuilletonroman unter dem Titel The Pursuit of the Well-Beloved)
  - Deutsch: Die Liebe seines Lebens. Reclam, Stuttgart 2025, ISBN 978-3-15-011527-5 (übersetzt von Lutz-W. Wolff)

Werkausgaben
- Samuel Hynes (Hrsg.): The complete poetical works. Clarendon Press, Oxford 1985, ISBN 0-19-812784-7 (5 Bände)
- The works. Macmillan, London 1920 (37 Bände)

## Verfilmungen
- 1967: Die Herrin von Thornhill (Far from the Madding Crowd) – Regie: John Schlesinger
- 1979: Tess – nach dem Roman Tess of the d’Urbervilles – Regie: Roman Polański
- 1981: Das Geheimnis der Teufelstasche (Tajemstvi diablovy kapsy) – Regie: Petr Tucek
- 1994: The Return of the Native – Regie: Jack Gold
- 1996: Herzen in Aufruhr (Jude) – Regie: Michael Winterbottom – nach dem Roman Jude the Obscure
- 1997: The Woodlanders, Vorlage von Thomas Hardy, Drehbuch von David Rudkin
- 1998: Far from the Madding Crowd – Am grünen Rand der Welt – Regie: Nicholas Renton (vierteilige britische Fernsehserie)
- 2000: Das Reich und die Herrlichkeit (The Claim) – nach dem Roman The Mayor of Casterbridge – Regie: Michael Winterbottom
- 2005: Die Liebe der Fancy Day – nach dem Roman Under the Greenwood Tree – Regie: Nick Laughland (Verfilmung der BBC)
- 2008: Tess of the D’Urbervilles – Regie: David Blair (Verfilmung der BBC)
- 2011: Trishna – nach dem Roman Tess of the D’Urbervilles – Regie: Michael Winterbottom
- 2015: Am grünen Rand der Welt – nach dem Roman Far from the Madding Crowd – Regie: Thomas Vinterberg